# 飛科

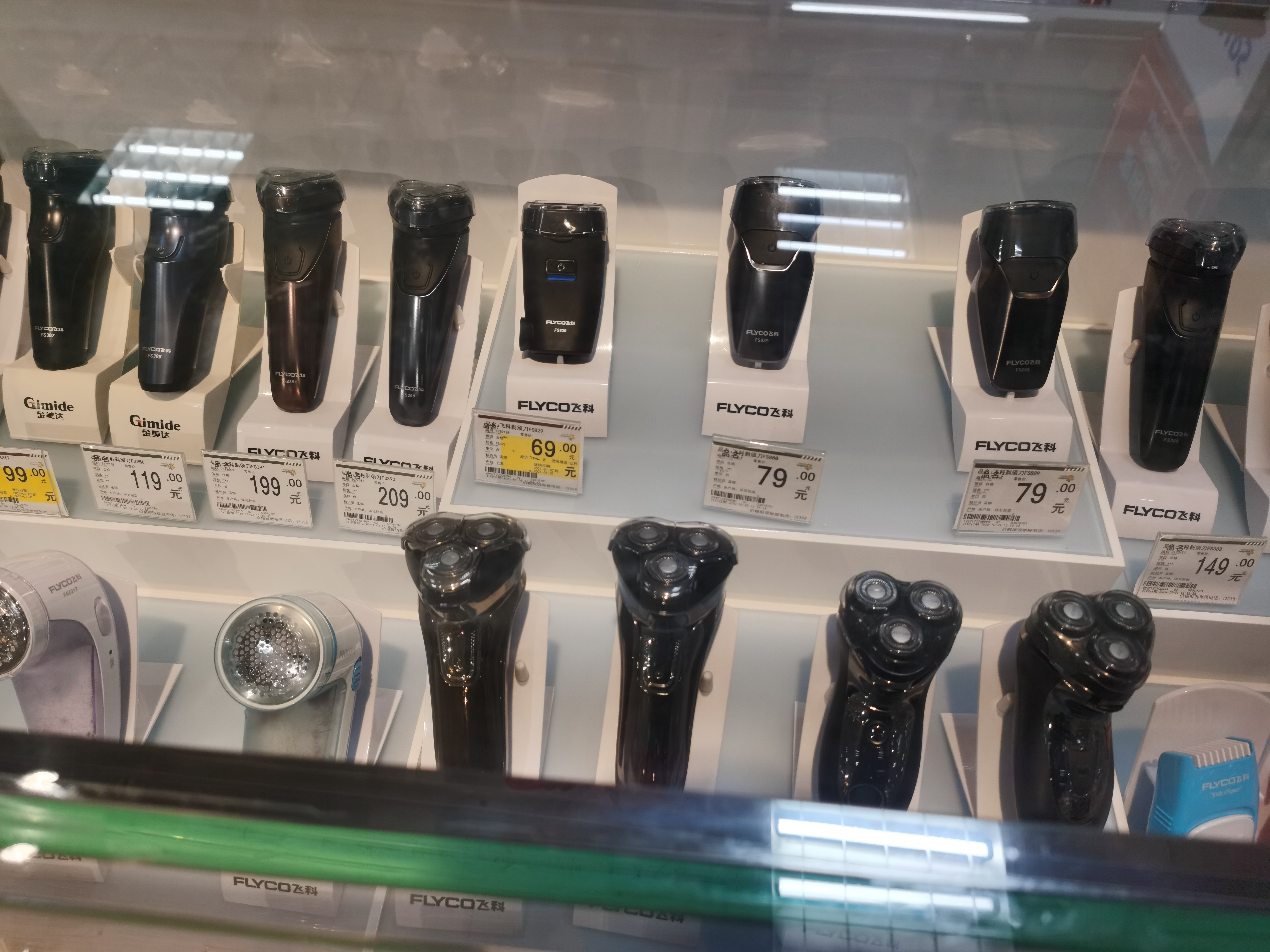
飞科电动剃须刀

上海飞科电器股份有限公司簡稱飛科，是中華人民共和國的一個以生產電動刮鬍刀為主的家用電器企業，成立於1999年。2016年4月18日，飛科在上海证券交易所上市。2020年3月21日，飞科电器收購纯米科技15%的股权。

## 外部連結
- 官方网站